# Ctenus sexmaculatus
Ctenus sexmaculatus är en spindelart som beskrevs av Roewer 1961. Ctenus sexmaculatus ingår i släktet Ctenus och familjen Ctenidae.
Artens utbredningsområde är Senegal. Inga underarter finns listade i Catalogue of Life.